# Splatters (album)
 (septembre 2013).
Si vous disposez d'ouvrages ou d'articles de référence ou si vous connaissez des sites web de qualité traitant du thème abordé ici, merci de compléter l'article en donnant les références utiles à sa vérifiabilité et en les liant à la section « Notes et références ».
Albums de Buckethead
Feathers
(2013) Mannequin Cemetery
(2013)
Splatters est le 59e album de Buckethead et le 29e volume de la série « Buckethead Pikes »,. Il fut annoncé le 26 septembre 2013 en version numérique et en version limitée (300 exemplaires) pour le 8 octobre consistant d'un album à pochette vierge dédicacée et numérotée de 1 à 300 par Buckethead. Contrairement aux précédentes versions limitées offertes cette année-là, la pochette fut signée avec un marqueur à encre verte plutôt que noire.
Une version standard a été annoncée, mais n'est toujours pas disponible.

## Liste des titres
| 1.    | Splatters 1 | 10:28 |
| 2.    | Splatters 2 | 3:41  |
| 3.    | Splatters 3 | 4:05  |
| 4.    | Splatters 4 | 12:49 |
| 31:02 |             |       |